# Во сне ты горько плакал (рассказ)
«Во сне ты горько плакал» — рассказ советского писателя Юрия Казакова, ставший его последним завершённым произведением. Впервые опубликован в 1977 году. Экранизирован в 2024 году режиссёром Николаем Солодниковым.

## Сюжет
Рассказ представляет собой монолог автора, обращённый к маленькому сыну Алёше. Это набор лирических зарисовок, слабо связанных друг с другом.

## Создание и публикация
Идея написать рассказ в виде монолога, обращённого к ребёнку, появилась у Юрия Казакова в 1963 году. В его дневнике есть запись: «Написать рассказ о мальчике, 1,5 года. Я и он. Я в нём. Я думаю о том, как он думает. Он в моей комнате. 30 лет назад я был такой же. Те же вещи». Писатель начал работать над текстом в 1973 году, причём в процессе появились два рассказа — «Свечечка» и «Во сне ты горько плакал». Последний был закончен в 1977 году. Его опубликовали в том же году в седьмом номере журнала «Наш современник».